# Trần Minh Quang
Trần Minh Quang (sinh ngày 19 tháng 4 năm 1973) là một cựu cầu thủ và huấn luyện viên bóng đá Việt Nam. Anh từng là thủ môn của đội tuyển Việt Nam và các câu lạc bộ Bình Định, Bình Dương. Anh hiện là trợ lý huấn luyện viên tại câu lạc bộ Thành phố Hồ Chí Minh và đội tuyển bóng đá quốc gia Việt Nam . Anh là thủ môn chính thức của đội tuyển bóng đá Việt Nam tại SEA Games 19, 20, các Tiger Cup 2000, 2002, 2004.

## Sự nghiệp

### Thời gian đầu
Trần Minh Quang là con trong một gia đình có tới 10 anh chị em (6 con trai và bốn con gái) của ông bà Trần Trọng và Lê Thị Thìn. Cả nhà anh đều mê bóng đá. Bản thân anh cũng có mơ ước trở thành cầu thủ. Năm 14 tuổi, anh được đưa đến lớp bóng đá năng khiếu của Bình Định. Do lớp đông nên huấn luyện viên sau khi quan sát đã nhận Minh Quang vào lớp với điều kiện đào tạo làm thủ môn. Do đang còn bận học nên anh luyện tập bóng đá cầm chừng. Sau khi tốt nghiệp phổ thông trung học vào năm 1991, anh mới chính thức đăng ký vào đội bóng.

### Quốc tế
| Năm       | Số lần ra sân | Số bàn thắng |
| --------- | ------------- | ------------ |
| 1997      | 5             | 0            |
| 1998      | 0             | 0            |
| 1999      | 6             | 0            |
| 2000      | 5             | 0            |
| 2001      | 6             | 0            |
| 2002      | 7             | 0            |
| 2003      | 0             | 0            |
| 2004      | 8             | 0            |
| Tổng cộng | 37            | 0            |

## Danh hiệu
- Quả bóng bạc Việt Nam 2002.
- Vô địch Vleague 2007, 2008 cùng CLB Bình Dương.